# Kungsmarkens naturreservat
Kungsmarken är ett naturreservat och natura 2000-område i Södra Sandby socken i Lunds kommun i Skåne, med en mindre del i Hardeberga socken. Det är beläget mellan Lund och Södra Sandby. I området ligger också Lunds akademiska golfklubb.

## Historia
Området ägdes under medeltiden av ärkebiskopen i Lund, som bland annat använde marken för hästbete. Det finns rester av en borganläggning, Glumstorp, från denna tid nordväst om Glomsjön. Efter det har marken under lång tid ägts av kronan. Det har bidragit till lång hävdkontinuitet av marken, och att modernt jordbruk inte har bedrivits på den bördiga marken. I början av 1900-talet användes marken som övningsfält åt tredje Skånska Infanteriregementet och på 1920-talet började området användas som idrottsfält för studenterna på Lunds universitet. En 9-håls golfbana anlades år 1936 som 1955 utökades till en 18-hålsbana. Området blev naturreservat 1974 med förbehållen att fairway inte gödslas och att ruffarna slås först efter blomning och frösättning. 

## Flora
Floran i området är mycket rik, över 440 arter kärlväxter har påträffats. Det beror bland annat på den kalkrika moränen. Den artrikaste delen är området öster om Glumsbäcken. Bland de mer sällsynta arterna kan nämnas humlesuga, smalbladig lungört, stallört, stor bockrot, lundstarr, ängsskära, rosenlök, backklöver, praktnejlika, klasefibbla, backsmörblomma, slåtterfibbla, revsuga, backskafting, stor käringtand och kärrnäva. Och sällsynta orkidéer som Adam och Eva, brudsporre och krutbrännare.

## Fauna
Fågelfaunan består bland annat av arterna gravand, knölsvan, sothöna, rödbena, storspov och sånglärka.